# Фридрих Ахилес фон Вюртемберг-Нойенщат
Фридрих Ахилес фон Вюртемберг (на немски: Friedrich Achilles von Württemberg; * 5 май 1591, Монбеляр; † 30 декември 1631, Нойенщат ам Кохер) от Дом Вюртемберг, е от май 1617 г. херцог на Вюртемберг-Нойенщат.

## Живот
Той е четвъртият син на херцог Фридрих I фон Вюртемберг (1557 – 1608) и съпругата му Сибила фон Анхалт (1564 – 1614), дъщеря на княз Йоахим Ернст фон Анхалт от династията Аскани.
Фридрих Ахилес посещава девет години Collegium illustre в Тюбинген. Той умира през 1631 г. неженен и без деца и е погребан в манастирската църква на Щутгарт. Нойенщат отива през 1649 г. на неговия племенник Фридрих (1615 – 1682), който там основава вюртембергската странична линия Вюртемберг-Нойенщат.
- Фридрих Ахилес (долу ляво) с родители, братя и сестри, ок. 1605
- Дворец „Нойенщат“